# Boben (potok)
Boben je potok, který protéká zhruba od severu k jihu územím občiny Hrastnik. Od pramene má jméno Bobnarica. Pramen se nachází ve výšce 805 m n. m., při severním okraji vesnice Čeče na západním úbočí hory Mrzlica (1121 m n. m.) v Posávské vrchovině (slovinsky Posavsko hribovje).
Jako potok Bobnarica protéká zhruba jižním směrem přes vesnici Čeče. Přijímá zleva i zprava několik přítoků a na jižním okraji vesnice dostává jméno Boben.
Protéká zhruba stále jižním směrem přes vesnici Boben a dále městem Hrastnik, kde se do něho zleva vlévá největší přítok – potok Brnica. Na jižním okraji města, v nadmořské výšce 196 m, se zleva vlévá do řeky Sávy. Celková délka potoka je zhruba 9 km.